# Staatsstraße 24 (Finnland)

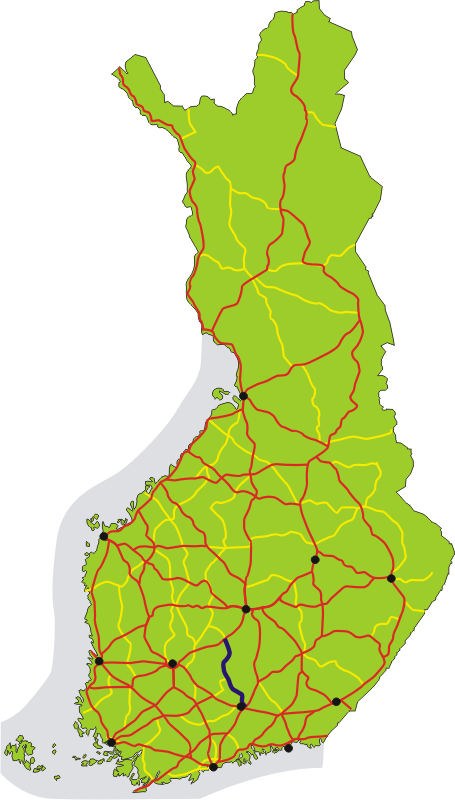
Verlauf der Staatsstraße 24

Die finnische Staatsstraße 24 (finn. Valtatie 24, schwed. Riksväg 24) führt von Lahti nach Jämsä. Die Straße ist 114 Kilometer lang.

## Streckenverlauf

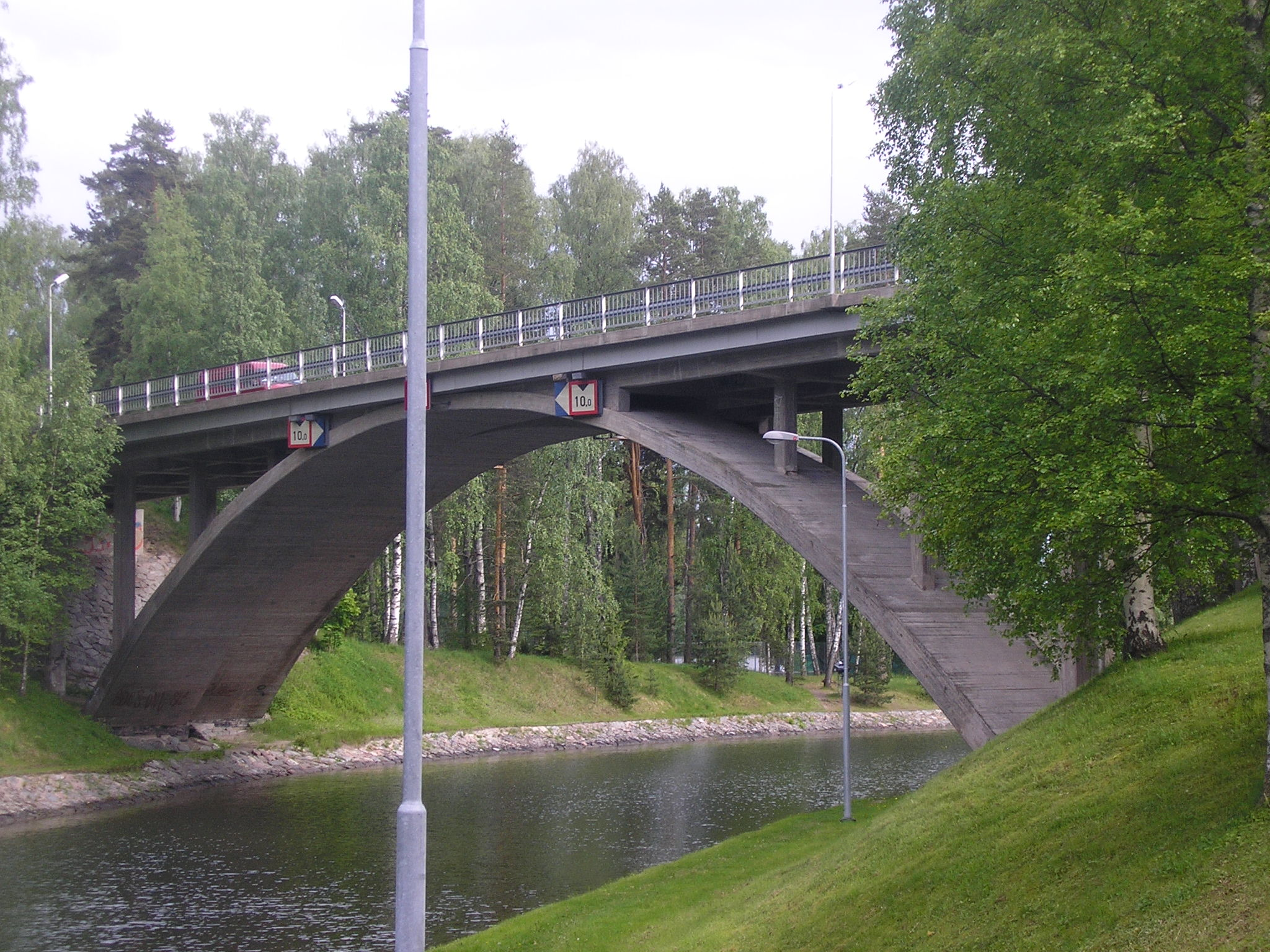
Brücke über den Vääksy-Kanal

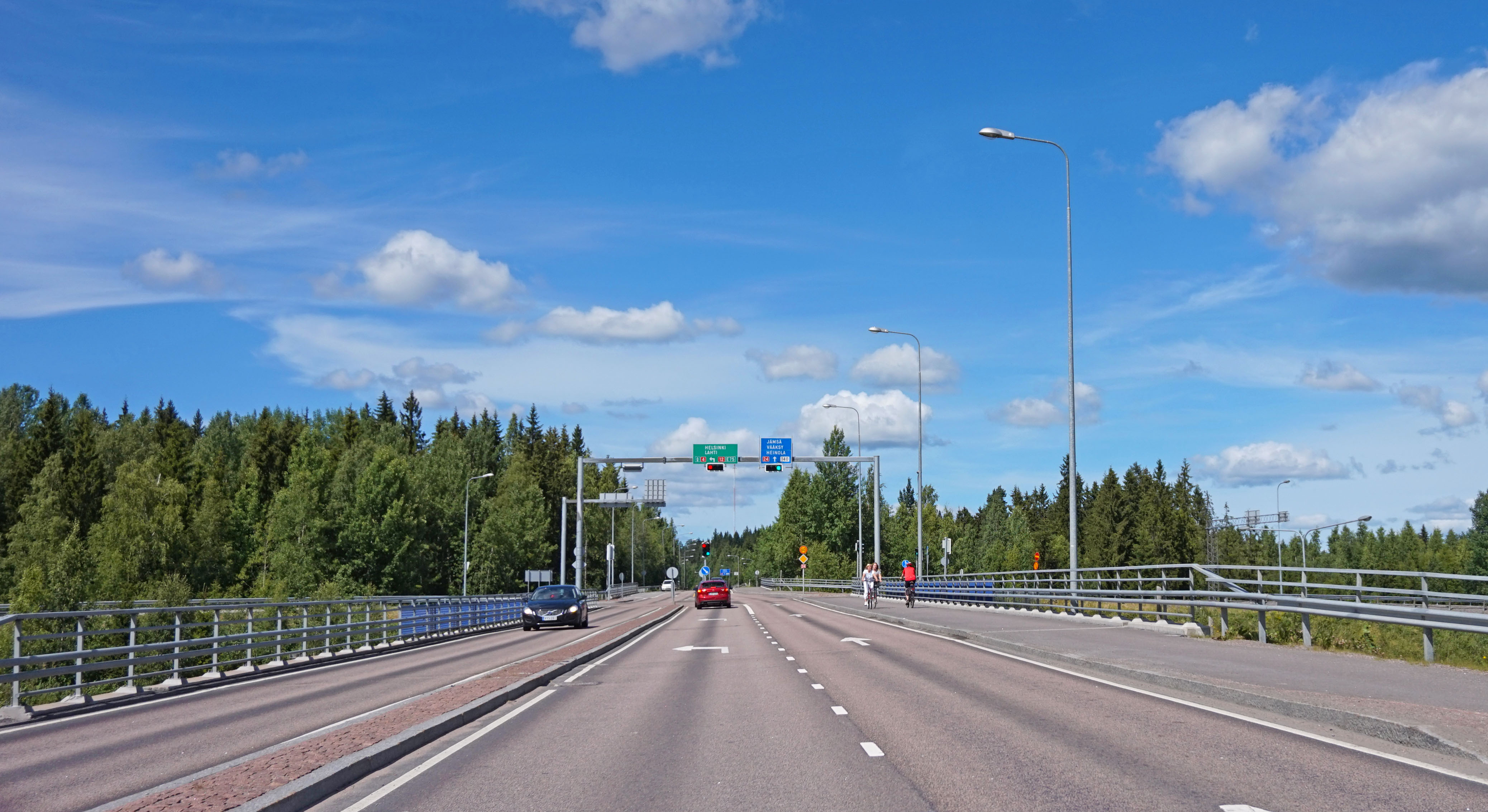
Die Straße in Lahti

Die Staatsstraße 24 zweigt in Lahti von der Staatsstraße 4 (zugleich Europastraße 75) ab und führt dann in generell nördlicher bis nordwestlicher Richtung meist westlich parallel zum See Päijänne über Vääksy und Padasjoki nach Jämsä, wo sie auf die Staatsstraße 9 (zugleich Europastraße 63) trifft und an dieser endet.